# Associação Ferroviária de Esportes
 Associação Ferroviária de Esportes is een Braziliaanse voetbalclub uit Araraquara, in de deelstaat São Paulo.

## Geschiedenis
De club werd opgericht in 1950 en begon dat jaar in de Série A2, de tweede klasse van het Campeonato Paulista. In 1955 werd de club kampioen en promoveerde naar de hoogste klasse, in deze tijd was er nog geen nationale competitie in Brazilië dus was dit de hoogst mogelijke competitie voor de club. De beste positie die de club behaalde was de derde plaats in 1959. Na nog enkele plaatsen in de subtop ging het bergaf tot een degradatie volgde in 1965. De club werd meteen kampioen in de Série A2 en keerde terug naar de hoogste klasse. In 1968 werd opnieuw de derde plaats bereikt. Meestal eindigde de club in de middenmoot. Door een zesde plaats in 1982 mocht de club in 1983 aantreden in de Série A, waar clubs zich toen nog voor konden plaatsen dankzij goede prestaties in de staatscompetitie. Ferroviária werd twee keer groepswinnaar en werd in de derde groepsfase dan laatste in een groep met grote clubs São Paulo, Sport do Recife en Grêmio. De volgende jaren eindigde de club weer in de middenmoot. Na een nieuwe zesde plaats in 1993 mocht de club in 1994 deelnemen aan de Série C en bereikte daar de finale, die ze verloren van Novorizontino. Hierdoor promoveerde de club naar de Série B, waar de club in 1980 en 1981 ook al speelde. De club werd in de eerste ronde uitgeschakeld. In 1996 trok de club zich terug uit de Série B wegens financiële problemen. Na dertig jaar degradeerde de club ook uit de staatscompetitie en degradeerde in 1997 zelfs een tweede keer op rij. In 2000 bereikte de club echt een dieptepunt toen de club naar de Série B1, de vierde klasse zakte. De club kon wel meteen terugkeren naar de Série A3, maar in 2003 degradeerde de club opnieuw. Ook nu kon de club meteen terugkeren en in 2007 werd opnieuw promotie afgedwongen naar de tweede klasse. Daar werd de club zesde en deed mee aan de eindronde om promotie, maar werd laatste in de groep. Het volgende seizoen volgde een nieuwe degradatie. De club bereikte de finale om de titel in 2010, maar verloor die van Red Bull Brasil, maar kon wel terug promoveren. Deze keer kon de club wel enkele seizoenen in de tweede klasse blijven en werd in 2015 zelfs kampioen, waardoor de club twintig jaar na de degradatie haar wederoptreden maakte bij de staatselite. In 2023 degradeerde de club na acht seizoenen weer. 
In 2017 won de club de Copa Paulista, waardoor de club zich plaatste voor de nationale Série D 2018, waar de club laatste werd in de groepsfase. Nadat ze in 2018 de finale van de Copa Paulista speelden mochten ze opnieuw aantreden in de Série D 2019. Deze keer bereikte de club wel de tweede ronde, maar verloor nu na strafschoppen van Cianorte. Nadat ze in 2020 in de tweede ronde uitgeschakeld werden bereikten ze in 2021 de kwartfinales, die ze na strafschoppen verloren van Atlético Cearense en zo net de promotie misten. In 2022 werd de club in de groepsfase uitgeschakeld, maar in 2023 bereikte de club de finale, die ze verloren van Ferroviário. Dit betekende de club voor het eerst sinds 2002 promoveerde naar de Série C, in schril contrast met de  degradatie uit de staatscompetitie enkele maanden eerder. In 2024 slaagde de club er niet in terug te keren naar de hoogste klasse van de staatscompetitie, later dat seizoen slaagde de club er nochtans wel in om een tweede promotie op rij af te dwingen in de nationale reeksen zodat de club in 2025 voor het eerst sinds 1995 in de Série B zal spelen. De club kon daar wel de eindronde bereiken, maar botste daar op Ituano, dat ook vorig jaar gedegradeerd was, al kon deze club in de volgende ronde de promotie ook niet verzilveren.

## Erelijst
Copa Paulista
2006, 2017

## Bekende ex-spelers
- Dudu
- Leandro Pereira